# Pteracantha
Pteracantha is een kevergeslacht uit de familie van de boktorren (Cerambycidae). De wetenschappelijke naam van het geslacht werd voor het eerst geldig gepubliceerd in 1838 door Newman.

## Soorten
Pteracantha omvat de volgende soorten:
- Pteracantha agrestis Monné M. A. & Monné M. L., 2002
- Pteracantha fasciata Newman, 1838